# Ildefonso Jimeno de Lerma
Ildefonso Jimeno de Lerma (Madrid, 1842 - 16 de novembre de 1903) fou un organista i compositor espanyol.
Fou deixeble del seu pare, Román Jimeno, en el Conservatori de Madrid, i als dinou anys aconseguí per oposició la plaça de mestre de capella i professor del Seminari de Santiago de Cuba, i després fou primer organista de la catedral de Madrid i director del Conservatori, on tingué alumnes tant destacats com Gorriti. El 1878, i pel decés d'Eslava, fou elegit per a ocupar la seva vacant en la Reial Acadèmia de Belles Arts de San Fernando.
Es distingí no tan sols com a organista, sinó com a musicòleg, i deixà escrites i publicades nombroses obres del gènere religiós que s'assenyalen pel seu elevat estil i la seva depurada tècnica. A més, se li deuen: Estudios sobre música religiosa; El canto litúrgico; El órgano (Madrid, 1898).